# Etymosphaerion unicolor
Etymosphaerion unicolor är en skalbaggsart som beskrevs av Martins och Monné 1975. Etymosphaerion unicolor ingår i släktet Etymosphaerion och familjen långhorningar. Inga underarter finns listade i Catalogue of Life.